# Jaroszów (województwo dolnośląskie)
Jaroszów (niem. Järischau) – wieś w Polsce położona w województwie dolnośląskim, w powiecie świdnickim, w gminie Strzegom, przy drodze krajowej nr 5.

## Podział administracyjny
W latach 1954–1972 wieś należała i była siedzibą władz gromady Jaroszów. W latach 1975–1998 miejscowość administracyjnie należała do województwa wałbrzyskiego.

## Demografia
Według Narodowego Spisu Powszechnego (III 2011 r.) liczył 2020 mieszkańców

## Nazwa
Pierwsza wzmianka o miejscowości znajduje się w łacińskim dokumencie z 1250 roku wydanym przez papieża Innocentego IV w Lyonie gdzie wieś zanotowana została w zlatynizowanej, obecnie używanej, polskiej formie „Jarosov”. W kronice łacińskiej Liber fundationis episcopatus Vratislaviensis (pol. Księga uposażeń biskupstwa wrocławskiego) spisanej za czasów biskupa Henryka z Wierzbna w latach 1295–1305 miejscowość wymieniona jest w zlatynizowanej formie Werschem.

## Zabytki
Do wojewódzkiego rejestru zabytków wpisany jest:
- kościół parafialny pw. św. Jana Chrzciciela, wieża z początku XV w., neogotycki korpus z 1841 r.